# ریچارد کلارک کابوت
ریچارد کلارک کابوت (انگلیسی: Richard Clarke Cabot؛ ‏ ۲۱ مهٔ ۱۸۶۸ – ۷ مهٔ ۱۹۳۹) پزشک آمریکایی بود که در پیشرفت علم خون‌شناسی بالینی نقش داشت، روش‌های آموزشی مبتکرانه‌ای ارائه کرد و در امرِ مددکاری اجتماعی پیشگام بود. او در آغاز در رشتهٔ فلسفه در دانشگاه هاروارد تحصیل کرد، اما بعدها به پزشکی تغییر رشته داد.
دلیل شهرت او کشف حلقه‌های کابوت و به‌همراه با همکارش لاک، توصیف «سوفل کابوت-لاک» است، نوعی سوفل دیاستولی قلب که بعضاً در کم‌خونی‌های شدید شنیده می‌شود و ارتباطی به ناهنجاری‌های دریچه قلب ندارد.
کابوت آغازکنندۀ انجامِ کنفرانس‌های آموزشی را در بیمارستان عمومی ماساچوست بود که در آنها بر روی تشخیص‌های افتراقی بحث می‌شد و پایه‌گذار سنت «گزارش موردی بیمارستان عمومی ماساچوست» در ژورنال پزشکی نیوانگلند بود.